# Payaya Indijanci
Payaya (Paia, Paialla, Payai, Payagua, Payata, Piyai), pleme američkih Indijanaca porodice Coahuiltecan naseljeno u kasnom 17. stoljeću od San Antonia u današnjem Teksasu na jugozapad do rijeke Frio River. Nešto prije 1709. Payaye su se priključili ostalim Coahuiltecan plemenima u blizini današnjeg okruga Milan u središnjim predjelima istočnog Teksasa, naselivši se među plemena Tonkawan, na lokalitet poznat kao Ranchería Grande. Payaye osim što odlaze na misije Teksasa odlaze i na misije u Coahuili u Meksiku. Godine 1706. pokršteno ih je na misiji San Francisco Solano u Coahuili. Većina ih je na misiji San Antonio de Valero gdje su se održali do 1776.

## Vanjske poveznice
- Payaya Indians